# Superior (značka kol)
Superior je česká značka jízdních kol vyráběných firmou Bike Fun International. Značku založil roku 1993 v Kopřivnici Jaroslav Výborný, v následném roce se na českém trhu poprvé objevila horská kola Superior. Nejprve šlo o čistý dovoz bicyklů vyráběných na Taiwanu, následně vznikla v prostorách zaniklé firmy Loana ve Frenštátu pod Radhoštěm výrobna, v níž se kola značky Superior kompletovaly. Značka se stala úspěšnou a známou jak v České republice, tak v zahraničí. Přesto se roku 2001 dostal Jaroslav Výborný do finančních problémů a byl nucen značku prodat. Zakoupil ji nizozemský investor, který založil v České republice firmu Bike Fun International, která pak pokračovala ve výrobě jízdních kol. Již roku 2002 získal budovu v areálu kopřivnické Tatry, kde vznikla nová továrna na kola Superior. Firmě se dařilo, roku 2009 zakoupila další původně českou značku horských kol Rock Machine a roku 2015 rozšířila portfolio o novou značku Frappé vyrábějící městská kola. Většina kopřivnických kol byla určena pro export a mezi lety 2018 a 2022 významně vzrostla výroba a prodej elektrokol. Roku 2020 se značka Superior vrátila do českých rukou, když ji spolu s celou firmou Bike Fun International koupil český miliardář Tomáš Němec prostřednictvím společnosti ConsilTech, která spadá do českého rodinného holdingu Consillium. Superior vyrábí jízdní kola v kategoriích MTB Team, MTB Profi, MTB Sport, dámská kola, 29", Cross, Cross trendy a dětská kola.
Jedním z hesel značky Superior je Allways race, což odkazuje na snahu překonávat překážky a malé cíle. Značka je i proto dobře známá mezi závodními jezdci. Na kolech Superior v minulosti závodili a trénovali závodníci Česká spořitelna MTB Teamu v čele s mistryní světa Terezou Huříkovou (která na Superioru reprezentovala i roku 2008 na olympiádě v Pekingu) a Milanem Spěšným, Kristiánem Hynkem. V letech 2012 až 2016 na Superiorech závodil nizozemský mezinárodní MTB tým vedený olympionikem Bartem Bretjensem, který se zúčastnil olympijských her v Londýně a v Rio de Janeiru a získal medaile na mistrovstvích světa i Evropy. V letech 2019 až 2020 Superior sponzoroval německý mezinárodní Maloja Pushbikers MTB Team a od roku 2021 Superior sedlají závodníci švýcarského mezinárodního týmu jb Brunex Superior Factory Racing, mezi nimiž je také mistryně světa Ramona Forchini, která roku 2022 získala bronzovou medaili na světovém poháru XCO právě na kole Superior. Kolo české značky se tak poprvé dostalo na stupně vítězů ve světovém poháru. Tento tým se připravuje na letní olympijské hry v Paříži v roce 2024.
Superior podporuje také další závodní týmy, český Superior Team, jehož nejúspěšnějšími závodníky jsou Filip Adel a Jan Jobánek, český Superior Riders, polský Superior Racing Team Zator, nebo maďarský Superior Racing Team. Do roku 2016 také Superior sponzoroval orientační závod dvojic na horském kole s názvem Superior Bike Adventure.